# اسلام‌آباد (دشمن زیاری)
اسلام‌آباد روستایی در دهستان دشمن‌زیاری بخش دشمن زیاری شهرستان ممسنی استان فارس ایران است.

## جمعیت
بر پایه سرشماری عمومی نفوس و مسکن در سال ۱۳۹۵ جمعیت این مکان ۳۱ نفر (۱۲ خانوار) بوده‌است.